# ГКУД Сомбор
Градско културно уметничко друштво Сомбор - ГКУД Сомбор из Сомбора, постоји од 1973. године. Назив друштва је првобитно био КУД „Бразде“. Оно се 1995. године удружио са КУД „Никола Предојевић“ и променило назив у ГКУД Сомбор. Под данашњим именом ради од 1998. године.
Ово је прво културно-уметничко друштво, које се финансирало из буџета општине Сомбор. Друштво броји 150 чланова. Има фолклорну, певачку, драмску секцију, као и у народни оркестар. Фолклорна секција је најмасовнија и подељена је по категоријама: предизвођачки састав (деца школског узраста), извођачки састав (средњошколци и студенти) и ветерански састав.
Циљ друштва је очување изворног стваралаштва, како народних ношнји, обичаја, традиције, песме, тако и спремање старих јела и везиља.
Друштво има богат репертоарм, највише гаји обичаје и традиције јужне Србије, као највећи изазов, а поред тога гаји традиције игара из Македоније, Срема, Баната, Бачке, као и Шумадије, Влашке, Буњевачке, Шопске и друге.
Друштво је учествовало на многим међународним фестивалима у иностранствима (дијаспори) и у Србији. Гостује по целој бившој СФРЈ, Београду, Новом Саду, Ваљеву, Скопљу, затим Мађарској и Пољској. Од гостовања највише се издвајају фестивал „Фестфаг“ у Лепосавићу, као и „Сабор народног стваралаштва Србије“ у Тополи. Поред тога, друштво је и само организатор фестивала у Сомбору:
- Међународни фестивал за децу под називом „Осмех Сомбора“ - фестивал ревијалног карактера, који обухвата дефиле улицама града, наступ сваког КУД-а учесника, састанак „Округлог стола“[4]
- Међународни фестивал фолклора и изворног стваралаштва
- Фестивал изворних певачких група[1]
- Међународни ветерански фестивал фолколорног стваралаштва
- Фестивал националних мањина у Војводини[1]